# Tim Cornelisse
Tim Cornelisse est un ancien footballeur néerlandais, né le 3 avril 1978 à Alkmaar aux Pays-Bas. Il évoluait comme arrière droit.
Il est actuellement entraîneur-adjoint au Vitesse Arnhem.

## Palmarès
FC Utrecht
- Trophée Johan Cruyff
  - Vainqueur (1) : 2004

## Vie privée
Tim, est le jeune frère de Yuri Cornelisse, ancien joueur du NAC Breda ou du FC Groningue. Ils ont joué ensemble au FC Oss et au RKC Waalwijk. Son fils Enzo Cornelisse est également footballeur professionnel.